# Falconina
Falconina es un género de arañas araneomorfas de la familia Corinnidae. Se encuentra en América.

## Lista de especies
Según The World Spider Catalog 12.0:
- Falconina albomaculosa (Schmidt, 1971)
- Falconina crassipalpis (Chickering, 1937)
- Falconina gracilis (Keyserling, 1891)
- Falconina melloi (Schenkel, 1953)